# إيتاخ الخزري
إيتاخ الخزري كان قائدًا بارزًا في الجيش التركي للخليفة العباسي المعتصم بالله (833-842 م).
كما توحي النسبة باسمه، فقد كان من أصل خزري، ويقال إنه كان عبدًا يعمل في مطبخ سلام الأبرش الخادم - ومن هنا كان يطلق عليه اسم الطباخ، وقبله تم شراؤه كغلام قبل المعتصم في 815. لقد صعد ليصبح واحدًا من كبار القادة في حرس المعتصم «التركي»، وشارك في عدة بعثات مثل معركة عمورية.
في عهد المعتصم، شغل منصب صاحب الشرطة في سامراء، وأصبح قائد الحرس الشخصي للخليفة.  وبحلول وقت تولي الواثق بالله في عام 842، كان مع التركي أشناس، «الدعامة الأساسية للخلافة». اختاره الواثق حاكمًا لليمن في 843/4. بعد وفاة أشناس، في 844/5، تم تعيينه حاكمًا لمصر، لكنه عين حرثمة بن النادر الجبالي هناك بدلًا منه. ذكر اليعقوبي أنه في ظل الواثق بالله، تم تعيينه في ولايات خراسان والسند والمحافظات الفرعية لنهر دجلة.
عندما توفي الواثق بشكل غير متوقع في أغسطس 847، كان إيتاخ واحدًا من كبار المسؤولين، إلى جانب مع الوزير محمد بن الزيات، رئيس القضاة، وأحمد بن أبي دؤاد، زميله التركي العام وصيف التركي، الذين اجتمعوا لتحديد خلفه. اقترح بن الزيات في البداية محمد ابن الواثق بالله (في المستقبل سمي بالمهتدي بالله)، ولكن بسبب شبابه، لم يوافق عليه المجلس، وبدلًا من ذلك اختار المجلس ابنًا آخرًا من أبناء المعتصم، وهو جعفر البالغ من العمر 26 عامًا، الذي أصبح الخليفة المتوكل على الله. وبدون علمهم، كان الخليفة الجديد مصممًا على تدمير زمرة مسؤولي والده الذين سيطروا على الدولة. كان الهدف الأول للمتوكل هو الوزير ابن الزيات، الذي كان يشعر بضغينة عميقة ضده بسبب الطريقة التي كان لا يحترمه بها في الماضي. وهكذا وفي 22 سبتمبر 847، أرسل إيتاخ لاستدعاء ابن الزيات للحضور. وبدلًا من ذلك، تم نقل الوزير إلى منزل إيتاخ، حيث وُضع قيد الإقامة الجبرية حيث تمت مصادرة ممتلكاته وتعذيبه حتى الموت. كانت هذه هي ذروة مسيرة إيتاخ المهنية: لقد جمع بين وظائف الحارس (الحاجب)، ورئيس الحرس الشخصي للخليفة، والمراقب للقصر، ورئيس البريد، والوظيفة العامة، التي ضاعفت مناصب شبكة المخابرات الحكومية.
في عام 848، تم إقناعه بالذهاب إلى الحج، والتخلي عن سلطاته، لكن قبض عليه عند عودته. لقد صودرت ممتلكاته - وقد ورد أن عملاء الخليفة عثروا في منزله وحده على مليون دينار من الذهب. لقد توفي من العطش في السجن في 5 جمادى الآخرة سنة 235هـ الموافق 849م.